# 長谷川清美
長谷川 清美（はせがわ きよみ、8月18日 - ）は、山梨県出身の美容師、一般社団法人全日本ブライダル協会理事。旧姓は、中込清美。

## 来歴
山梨県生まれ。東京の高山美容学校卒業後、山梨の美容院に就職。その後、横浜の経営コンサルタント会社に転職。ビジネスや接遇マナーを学び、小笠原流礼法師範民間資格取得。名古屋の美容室経営者と結婚し、2003年、全日本ブライダル協会ウェディングプランナー民間資格取得。ブライダルヘアメイクと着付を学び、2004年「ヘアメイクKIYOMI」を立ち上げ、主に桂由美ブライダルショーの美粧下請けをした。2014年、一般社団法人全日本ブライダル協会理事就任。